# 国鉄タキ8700形貨車
国鉄タキ8700形貨車（こくてつタキ8700がたかしゃ）は、かつて日本国有鉄道（国鉄）及び1987年（昭和62年）4月の国鉄分割民営化後は日本貨物鉄道（JR貨物）に在籍している私有貨車（タンク車）である。

## 概要
本形式は、酢酸ビニル専用の 30t 積タンク車として1960年（昭和35年）から1969年（昭和44年）にかけて13ロット27両（タキ8700 - タキ8726）が富士重工業、日立製作所の2社で製作された。この内1両（タキ8708）は、1964年（昭和39年）7月1日にタキ4800形（タキ4800）から専用種別変更（改造）を行い本形式に編入された車両である。
落成時の所有者は、電気化学工業、内外輸送、昭和電工、日本合成化学工業、日本石油輸送の5社であった。
その後、昭和電工所有車3両（タキ8708、タキ8710 - タキ8711）は、1969年（昭和44年）1月14日に徳山石油化学へ名義変更された。電気化学工業所有車9両は、1976年（昭和51年）から1982年（昭和57年）にかけて日本陸運産業、ダイセル化学工業、内外輸送、関西化成品輸送へ名義変更された。
1979年（昭和54年）10月より化成品分類番号「燃31」（燃焼性の物質、引火性液体、危険性度合2（中））が標記された。
車両によりタンク体材質が変わり大半の車はステンレス鋼製であったが3両（タキ8708、タキ8710 - タキ8711）は、アルミニウム製であった。
荷役方式は、積込はドーム上部にある積込口から行い、荷卸しは液出入管と空気加圧による上出し方式である。車両によっては、両管にS字管を装備していた。
全長は14,300mm、全幅は2,540mm、全高は3,880mm、台車中心間距離は10,200mm、自重は18.7 - 19.9t、換算両数は積車5.0、空車2.0、台車は、ベッテンドルフ式のTR41Cであった。
1987年（昭和62年）4月の国鉄分割民営化時には22両の車籍がJR貨物に継承され、2010年（平成22年）4月1日現在5両が在籍している。

### 年度別製造数
各年度による製造会社と両数、所有者は次のとおりである。
- 昭和35年度 - 3両
  - 富士重工業 1両 電気化学工業（タキ8700）
  - 日立製作所 2両 電気化学工業（タキ8701 - タキ8702）
- 昭和36年度 - 2両
  - 富士重工業 1両 電気化学工業（タキ8703）
  - 日立製作所 1両 電気化学工業（タキ8704）
- 昭和37年度 - 3両
  - 富士重工業 1両 内外輸送（タキ8705）
  - 富士重工業 2両 電気化学工業（タキ8706 - タキ8707）
- 昭和39年度 - 2両
  - 日立製作所（改造所） 1両 昭和電工（タキ4800→タキ8708）
  - 富士重工業 1両 電気化学工業（タキ8709）
- 昭和40年度 - 5両
  - 日立製作所 2両 昭和電工（タキ8710 - タキ8711）
  - 日立製作所 1両 日本合成化学工業（タキ8712）
  - 富士重工業 2両 電気化学工業（タキ8713 - タキ8714）
- 昭和42年度 - 7両
  - 富士重工業 7両 電気化学工業（タキ8715 - タキ8721）
- 昭和43年度 - 5両
  - 日立製作所 5両 日本石油輸送（タキ8722 - タキ8726）